# Wimbledon Championships 1920
Die 40. Auflage der Wimbledon Championships fand 1920 auf dem Gelände des All England Lawn Tennis and Croquet Club an der Worple Road statt.
Suzanne Lenglen gewann in allen Wettbewerben, in denen sie antrat (Einzel, Doppel und Mixed), den Titel.

## Herreneinzel
Bill Tilden errang seinen ersten Wimbledon-Titel.

## Dameneinzel
Suzanne Lenglen konnte ihren Vorjahreserfolg wiederholen. In der Challenge Round schlug sie die Herausforderin Dorothea Douglass-Chambers in zwei Sätzen.

## Herrendoppel
Das Herrendoppel konnten die US-Amerikaner Charles Garland und Richard Norris Williams für sich entscheiden.

## Damendoppel
Suzanne Lenglen und Elizabeth Ryan konnten ihren Doppeltitel verteidigen. Ab diesem Jahr wurde im Damendoppel keine Challenge Round mehr gespielt; ab 1922 wurde sie auch in den anderen Wettbewerben abgeschafft.

## Mixed
Im Mixed siegten Suzanne Lenglen und Gerald Patterson.